# 전주온고을중학교
전주온고을중학교(全州온고을中學校)는 대한민국 전북특별자치도 전주시 덕진구 인후동1가에 있는 공립 중학교이다.

## 학교 연혁
- 1982년 3월 5일 : 기린여자중학교 개교
- 1999년 3월 1일 : 전주온고을중학교로 교명 변경(남녀공학 실시)
- 2002년 11월 19일 : 강당 및 급식소 준공
- 2003년 11월 6일 : 별관동 준공
- 2022년 1월 10일 : 본관동 외 1동 교사대수선공사 준공
- 2023년 2월 9일 : 제39회 졸업 259명 (졸업생 총수 15,098명)
- 2023년 9월 1일 : 제15대 최병흔 교장 부임

## 참고 자료
- 전주온고을중학교 - 한국교육학술정보원 학교알리미